# 応力緩和

粘弾性のマクスウェルモデル。ばね (E) とダッシュポット (η) を直列に並べたもので、応力緩和を表現する。

応力緩和（おうりょくかんわ）とは、粘弾性材料が一定の変位のもとで応力を時間とともに変化させる現象。